# Kecamatan Batang (distrikt i Indonesien, Sulawesi Selatan)
Kecamatan Batang är ett distrikt i Indonesien.   Det ligger i provinsen Sulawesi Selatan, i den centrala delen av landet, 1 400 km öster om huvudstaden Jakarta.